# Josef Schmid
Josef Beppo Schmid (24 de septiembre de 1901, Württemberg, Imperio alemán - Alemania occidental, Baviera, 30 de agosto de 1956) fue un general alemán que sirvió en la Luftwaffe durante la Segunda Guerra Mundial y recibió la Cruz de Caballero de la Cruz de Hierro, otorgada por el Tercer Reich por su exitoso liderazgo militar.

## Carrera

### Segunda Guerra Mundial
Un amigo cercano de Hermann Göring, Schmid dirigió la Rama de Inteligencia Militar de la Luftwaffe (Abteilung 5 como Jefe IC) del 1 de enero de 1938 al 9 de noviembre de 1942. Adolf Galland luego criticó a Schmid por no hacer nada para mejorar la baja calidad del servicio de inteligencia. A fines de 1942 fue puesto a cargo de la División "General Göring" en Túnez, conocida como Kampfgruppe Schmid. Por órdenes personales de Göring, Schmid fue sacado de la bolsa tunecina. Promovido a Generalmajor el 1 de febrero de 1943 y Generalleutnant el 1 de julio de 1944, se le dio el mando del 1.º Cuerpo de Caza (15 de septiembre de 1943 - 15 de noviembre de 1944). Fue nombrado comandante del Luftwaffenkommando West, anteriormente Luftflotte 3 el 23 de noviembre de 1944. Sus cualidades de liderazgo se disputaron hasta el final de la guerra, mientras que Antony Beevor lo llamó el "oficial de inteligencia más desastroso que la Wehrmacht haya producido". Schmid mandó a las fuerzas alemanas involucradas en la Operación Bodenplatte el 1 de enero de 1945. Las unidades alemanas encargadas de la Defensa del Reich lucharon bajo su liderazgo.

## Rangos
- 1 de diciembre de 1924: Leutnant
- 1 de julio de 1928: Oberleutnant
- 1 de julio de 1934: Hauptmann
- 1 de agosto de 1936: Major
- 1 de noviembre de 1938: Oberstleutnant
- 18 de julio de 1940: Oberst
- 1 de marzo de 1943: Generalmajor
- 1 de julio de 1944: Generalleutnant

## Condecoraciones
- Cruz de Hierro, 2.ª y 1.ª clase (1939)
- Cruz de Caballero de la Cruz de Hierro, el 21 de mayo de 1944, como Generalmajor y comandante en Túnez desplegó el destacamento de la División "General Göring"[4]

### Citas
1. ↑  Mitcham 2007, p. 107.
2. ↑  Beevor 2016, p. 90.
3. ↑  Obermaier 1989, p. 197.
4. ↑  Scherzer 2007, p. 668.